# 吉田凞生
吉田 凞生（よしだ ひろお、1930年10月25日 - 2000年5月13日）は、日本近代文学研究者。
難字であるため、「吉田 煕生」「吉田 熈生」などで代用記載されることが多い。

## 来歴・人物
広島県出身。東京大学国文科卒。東京女子大学助教授、教授、千葉大学教授、大妻女子大学教授、1992年城西国際大学教授。
小林秀雄、中原中也の研究・作品解説で知られた。
邦楽家（箏曲者）中島雅楽之都（1896 - 1979）の伝記と著書編纂（さん）もしている。

## 著書
- 『評伝 中原中也』（東京書籍、東書選書） 1978、オンデマンド版 2000、のち講談社文芸文庫 1996
- 『中原中也の詩』（第一法規出版東海支社、県民大学叢書） 1993 ※小冊子

## 編・解説
- 『汚れっちまった悲しみに　中原中也 わが人生観』（大和出版） 1976、のち新版 1983
- 『中原中也の世界』（冬樹社） 1978
- 『中学校・高等学校のための詩の読解指導』（東京書籍） 1980
- 『中原中也必携』（学燈社） 1981、のち新版 1993
- 『小林秀雄必携』（学燈社） 1983、のち新版 1989
- 『レクイエム小林秀雄』（講談社） 1983
- 『中原中也全詩歌集』上・下（講談社文芸文庫） 1991
- 『中原中也詩集』（第三文明社、レグルス文庫） 1992、のち新潮文庫 2000
- 『作家の自伝16 草野心平「凹凸の道 － 対話による自伝」』（日本図書センター） 1994
- 『作家の自伝54 中原中也「耕二のこと / 山羊の歌〈抄〉」』（日本図書センター） 1997
- 『作家の自伝92 小林秀雄「僕の大学時代 / 栗の樹」』（日本図書センター） 1999

## 共編
- 『書誌 小林秀雄』（堀内達夫共編、図書新聞社） 1967
- 『中原中也全集』全5巻・別巻（大岡昇平・中村稔共編、角川書店） 1967 - 1971
- 『中原中也全詩集』（大岡昇平・中村稔共編、角川書店） 1972
- 『中原中也アルバム』（中原思郎共編、角川書店） 1972
- 『現代作家辞典』（大久保典夫共編、東京堂出版） 1973、新版 1982
- 『現代文芸評論』（高橋春雄・神谷忠孝共編、双文社出版） 1974
- 『近代の詩と詩人』（中村稔・三好行雄共編、有斐閣選書） 1974
- 『現代の詩と詩人』（中村稔・三好行雄共編、有斐閣選書） 1974
- 『近代日本文学における中国像』（村松定孝・紅野敏郎共編、有斐閣選書） 1975
- 『現代詩物語 激動の時代を貫く抒情の系譜』（分銅惇作共編、有斐閣）　1978
- 『近代詩物語 明治・大正の詩的遺産を展望する』（分銅惇作共編、有斐閣） 1978
- 『現代詩シンポジウム日本文学20』（学生社） 1978
- 『鑑賞日本現代文学 26巻 大岡昇平・武田泰淳』（菊田均共編、角川書店） 1990

## 中島雅楽之都 関連
- 『中島雅楽之都先生略伝』全8巻（私家版、正派邦楽会） 1985 - 1999 ※小冊子集。未完で、吉田倫子が引き継いで書いている。
- 『ある邦楽家の青春 評伝・中島雅楽之都』（砂子屋書房） 1993
- 『人間中島雅楽之都の文業』（正派邦楽会） 1996　※小冊子
- 『中島雅楽之都随筆集』（正派邦楽会） 1996